# 德弗里兹半岛
德弗里兹半岛（俄语：Полуостров Де-Фриз）是滨海边疆区纳杰日金斯科耶区的半岛，分隔阿穆尔湾和乌格洛沃伊湾。它以荷兰商人詹姆斯·科尔内利乌斯·德·弗里兹命名。